# Democracia militante
Democracia militante es un término que se refiere al conjunto de leyes, legislación y sentencias judiciales que limitan ciertos derechos y libertades en una sociedad democrática con el fin de proteger la existencia del Estado, su carácter e instituciones democráticas, los derechos de las minorías u otros aspectos del sistema democrático. El término está relacionado con un conflicto que puede surgir en un país democrático entre el cumplimiento de los valores democráticos, en particular la libertad de asociación y el derecho a ser elegido, y el objetivo de impedir que grupos y personas antidemocráticos abusen de estos principios.
En ciertos estados democráticos existen distinciones especiales adicionales, apoyadas por un sector notable de la población, que justifican el uso de una democracia militante. Sin embargo, existen controversias sobre qué situaciones justifican el uso de una democracia militante sin que esto se considere una represión excesiva de los derechos civiles.

## Métodos
El uso de la democracia militante se puede expresar a través de varias acciones aplicadas a una persona o grupo, tales como:
- Vigilancia por parte de los cuerpos de seguridad (especialmente los servicios de inteligencia militares y policiales) de activistas considerados peligrosos o tras asociaciones enteras.
- Restricciones a la libertad de movimiento o acción de organismos sospechosos de poner en peligro la democracia.
- Privación del derecho de individuos y partidos a presentarse a las elecciones (como Meir Kahane, y posteriormente el partido Kach que dirigió, en Israel).
- Prohibición de organizaciones consideradas un peligro para la democracia (como el Partido Comunista en Alemania Occidental).

Como regla general, los países democráticos intentan no utilizar los métodos de la democracia militante demasiado severa o apresuradamente, y buscan cursos de acción alternativos en la medida de lo posible, como campañas de información pública y condena de actividades antidemocráticas por parte de figuras públicas respetadas. Sin embargo, hay situaciones en las que un Estado podría recurrir a métodos democráticos militantes (normalmente llevados a cabo por el sistema judicial u otras autoridades estatales).
La frecuencia y el alcance del uso de métodos democráticos defensivos varían de un país a otro. Estados Unidos, por ejemplo, se considera un país que utiliza tácticas democráticas militantes con frecuencia, especialmente después de los ataques del 11 de septiembre y el asalto al Capitolio de los Estados Unidos en 2021, mientras que Italia se considera un país que participa escasamente en cursos de acción democráticos militantes.

## Ejemplos

### Europa
Diez países de Europa han prohibido la negación del Holocausto: Francia (Loi Gayssot), Bélgica (ley belga sobre la negación del Holocausto), Suiza (artículo 261bis del Código Penal), Alemania (§ 130 (3) del código penal), Austria (artículo 3h Verbotsgesetz 1947 ), Rumanía, Eslovaquia, República Checa (artículo 405 del Código Penal), Lituania y Polonia (artículo 55 de la ley que crea el Instituto de la Memoria Nacional de 1998).

#### Alemania

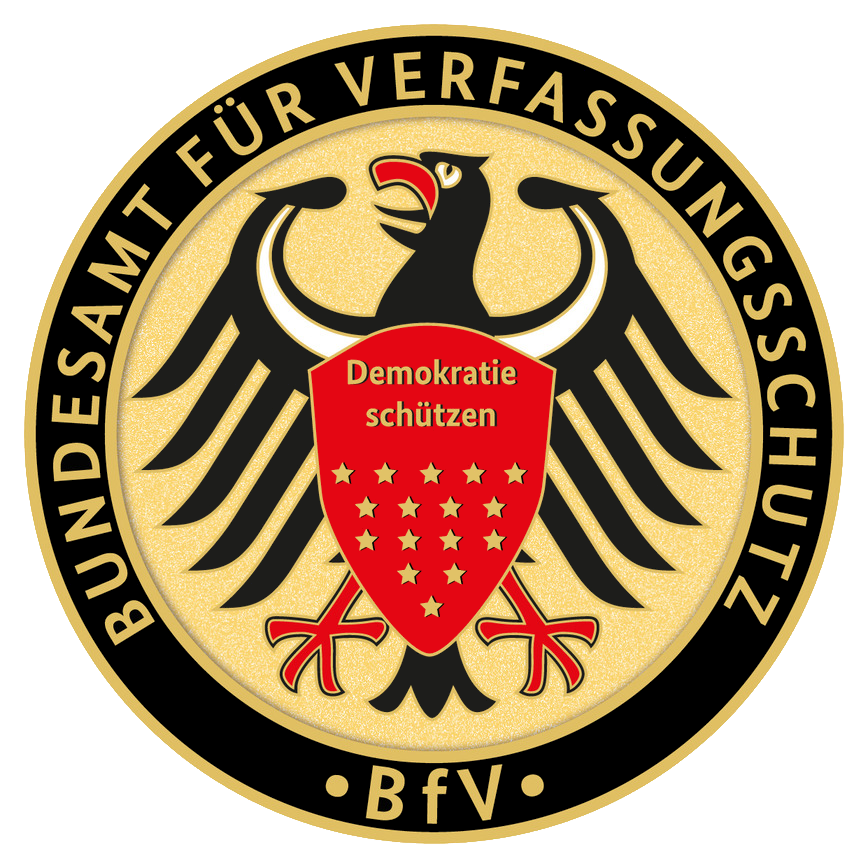
Oficina Federal para la Protección de la Constitución, encargada de investigar personas o grupos en contra del orden democrático liberal

En la política alemana, el concepto existe bajo el término wehrhafte o streitbare Demokratie ("democracia bien fortificada" o "democracia combativa"), lo que implica que el gobierno federal (Bundesregierung), el parlamento (Bundestag y Bundesrat) y el poder judicial reciben amplios poderes y deberes de defender el orden básico democrático liberal ("freiheitlich-demokratische Grundordnung") contra aquellos que quieren abolirlo. La idea detrás del concepto es la noción de que ni siquiera un gobierno mayoritario del pueblo puede permitir que se instale un régimen totalitario o autocrático como con la Ley Habilitante de 1933, violando así los principios de la Constitución alemana, la Ley Fundamental para la República Federal de Alemania.
Varios artículos de la Constitución alemana permiten una serie de medidas diferentes para "defender el orden democrático liberal":
- El Art. 9 permite que los grupos sociales sean etiquetados como verfassungsfeindlich ("hostiles a la constitución") y proscritos por el gobierno federal. Los partidos políticos sólo pueden ser considerados enemigos de la Constitución por el Bundesverfassungsgericht (Tribunal Constitucional Federal), según el art. 21II.
- Según el art. 18, el Bundesverfassungsgericht puede restringir los derechos básicos de las personas que luchan contra el verfassungsgemäße Ordnung (orden constitucional). Hasta 2022 esto no había sucedido nunca en la historia de la República Federal.
- Las burocracias federal y estatal pueden excluir de la función pública a personas consideradas "hostiles a la Constitución" según el art. 33 (Berufsverbot). Cada funcionario público (Beatter, una clase muy amplia que incluye a muchos en el sector público que no serían considerados funcionarios en otros países, como los docentes) jura defender la constitución y el orden constitucional.
- Según el art. 20, todo ciudadano alemán tiene derecho a resistir contra cualquiera que quiera abolir el orden constitucional como último recurso.

Además, Alemania mantiene un servicio de inteligencia interno, la Oficina Federal para la Protección de la Constitución (Verfassungsschutz), cuyo objetivo principal es investigar a los partidos que puedan violar las prohibiciones constitucionales de trabajar para poner fin a la naturaleza democrática del Estado (en particular, los partidos comunistas y de extrema derecha).

### Israel
Israel implementó el principio de democracia militante, la Ley Básica de la Knéset (Sección 7A) que determinó que "las listas de candidatos no participarían en las elecciones si sus objetivos o acciones, expresa o implícitamente, negaran la existencia del Estado de Israel como un Estado judío o negar el carácter democrático del Estado de Israel".
Varios investigadores de ciencias políticas han percibido a Israel como una democracia que se defiende principalmente de las limitaciones sociales y de seguridad con las que ha estado lidiando el Estado de Israel desde su creación. Durante las primeras tres décadas de su existencia, la mayoría de los países árabes no reconocieron como legítima la existencia del Estado de Israel. A lo largo de los años, dentro de la mayoría judía de Israel han surgido preocupaciones de que la minoría árabe dentro del país, que se considera parte del mundo árabe, cooperaría con los países vecinos en su lucha contra Israel. Esta situación ha planteado a menudo la cuestión de una democracia autodefensiva en la agenda de Israel.
Durante la década de 1980, la cuestión se debatió intensamente en un contexto diferente: por primera vez en la historia de Israel, un partido judío de extrema derecha (Kach), que rechazaba el carácter democrático del Estado y los derechos de la minoría árabe dentro del país, obtuvo representación en el parlamento israelí en las elecciones a la Knéset de 1984. Como resultado, en 1985, la Knéset de Israel enmendó una ley básica para prohibir a los partidos que incitaran al racismo.En consecuencia, el Tribunal Supremo no permitió que el partido Kach se presentara nuevamente a las elecciones de 1988, basándose en que el partido abogaba por el racismo.

### Corea del Sur
Aprendiendo de la legislación de Alemania Occidental, la Asamblea Nacional de la Segunda República insertó la Democracia Militante en su Constitución en 1960. Actualmente (a partir de 2022) en la Sexta República, permanece en la Constitución (§8(4) - democracia militante para prevenir partidos ilegales) y tiene algunos procedimientos en otras leyes. El Tribunal Constitucional de Corea es el encargado de decidir si un partido es ilegal y por tanto debe disolverse.
Por primera vez desde que se creó el Tribunal Constitucional de Corea, en noviembre de 2013, el Ministerio de Justicia de Corea solicitó al Tribunal Constitucional la disolución del Partido Progresista Unificado, citando sus actividades pro-norcoreanas, como el complot de sabotaje de Corea del Sur de 2013 . El 19 de diciembre de 2014, la Corte dictaminó 8-1 que se disolviera el Partido Progresista Unificado. 

### República de China (Taiwán)
El artículo 5 de los artículos adicionales de la Constitución de la República de China establece claramente que cualquier partido político cuyo propósito o comportamiento amenace la existencia de la República de China o el orden constitucional de la democracia liberal es inconstitucional y el Tribunal Constitucional puede disolverlo.

### Chile
El artículo 8 de la Constitución de 1980 declaró originalmente inconstitucionales los actos y grupos que promueven la violencia, el totalitarismo o la lucha de clases, además de prohibir a los declarados culpables de tales actividades políticas y algunas actividades cívicas durante varios años. Como resultado del referéndum de 1989, se introdujeron múltiples reformas a la Constitución, derogando por completo el artículo 8, pero modificando el artículo 19 N°15 para cumplir gran parte de su función (sin una mención específica a la lucha de clases), centrándose en garantizar el pluralismo político y salvaguardar el orden constitucional y democrático.

### Costa Rica
El Artículo 98 de la Constitución de Costa Rica de 1948 establecía que:  "Todos los ciudadanos tienen derecho de agruparse en partidos para intervenir en la política nacional. Sin embargo, se prohíbe la formación o el funcionamiento de partidos que por sus programas ideológicos, medios de acción o vinculaciones internacionales, tiendan a destruir los fundamentos de la organización democrática de Costa Rica, o que atenten contra la soberanía del país, todo a juicio de la Asamblea Legislativa, por votación no menor de las dos terceras partes de sus miembros y previo informe del Tribunal Supremo de Elecciones."
El artículo permaneció sin cambios hasta el año 1975. Gracias a este, se continúo con la prohibición al Partido Comunista hecha en 1948 por medio de decretos.